# مجلس ماتي بنيامين الإقليمي
مجلس ماتي بنيامين الإقليمي (بالعبرية: מועצה אזורית מטה בנימין‏) مجلس إقليمي إسرائيلي في وسط الضفة الغربية. تأسس عام 1980؛ لتقديم خدمات البلدية لحوالي 42 مستوطنة وبؤرة استيطانية إسرائيلية في يهودا والسامرة. ومركزه في مستوطنة بسجوت المقامة على جبل الطويل شرق مدينة البيرة. يبلغ عدد سكان المجلس قرابة 63,700 مستوطن. يعتبر أكبر مجلس إقليمي إسرائيلي. أنشئت معظم مستوطنات المجلس في الفترة الممتدة من منتصف السبعينات حتى أوائل التسعينات.

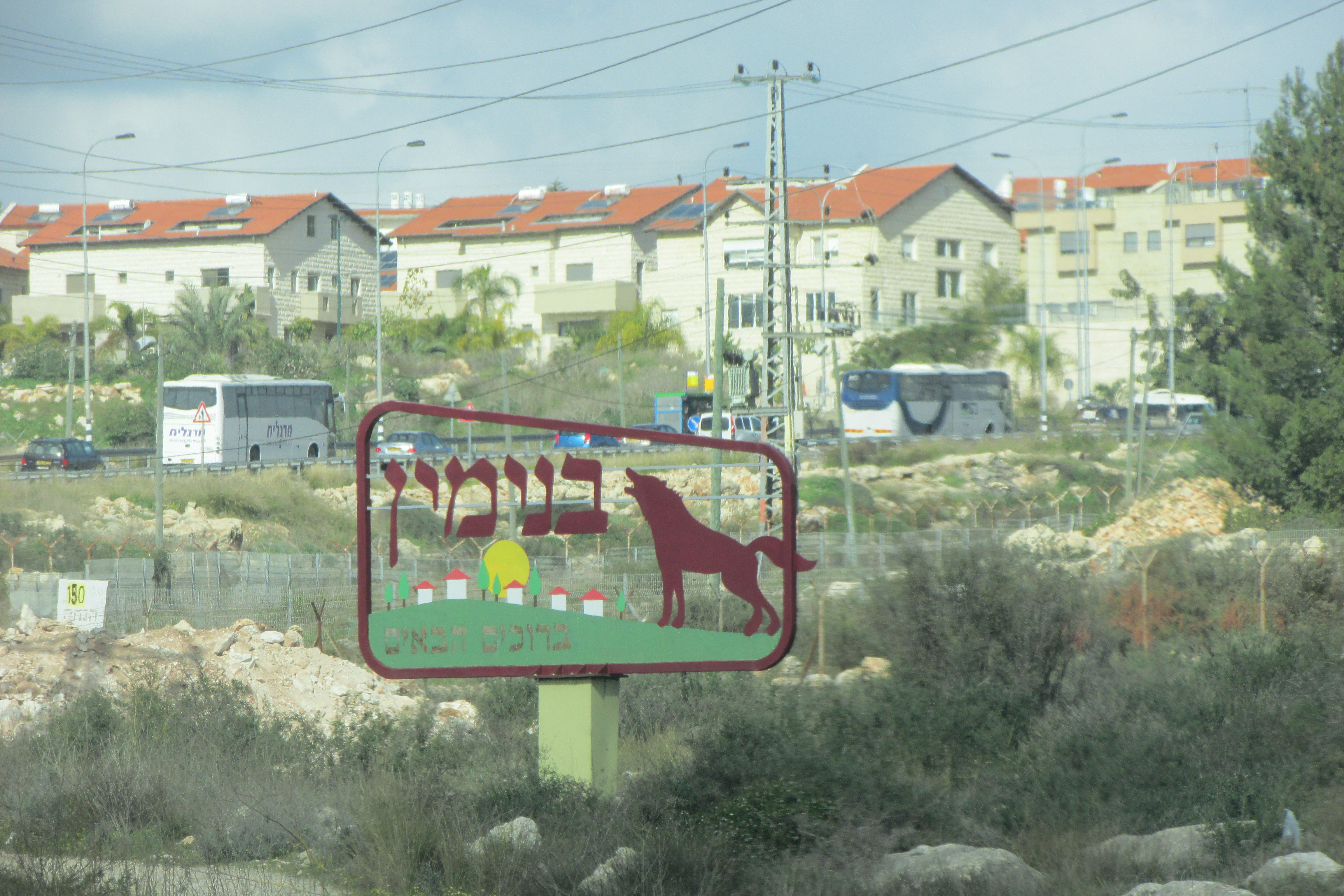
شعار مجلس ماتي بنيامين الإقليمي بالقرب من مستوطنة حشمونائيم.